# Irewole
Irewole è una delle trenta aree a governo locale (local government area) in cui è suddiviso lo stato di Osun, in Nigeria.
Estesa su una superficie di 271 chilometri quadrati, conta una popolazione di 143.599 abitanti.